# Macabeos

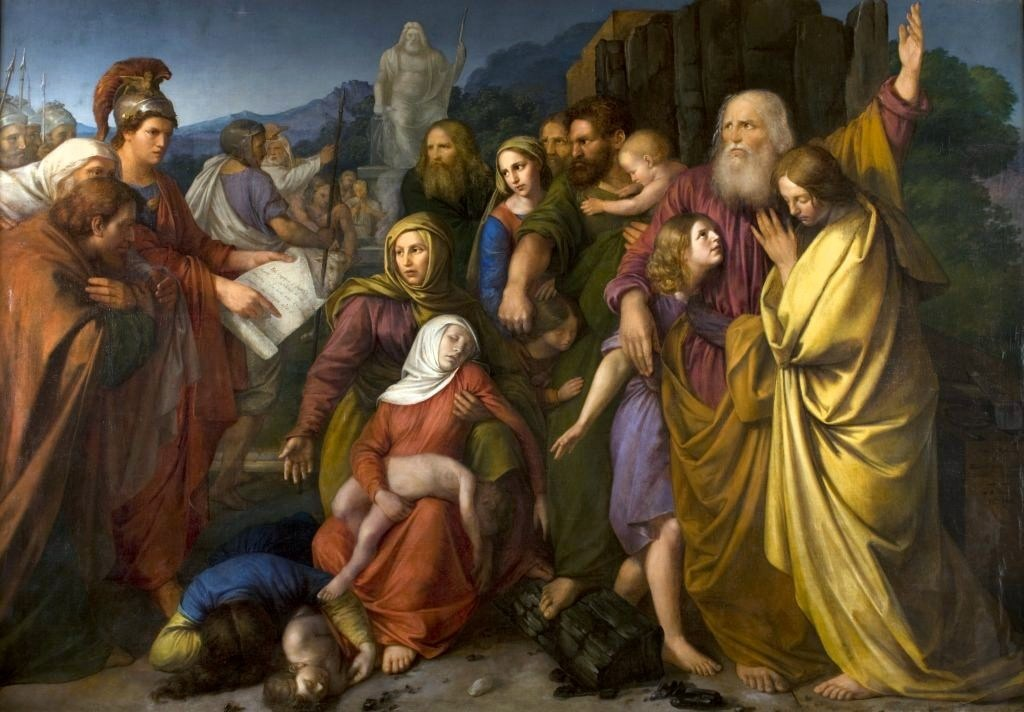
Macabeos de Wojciech Stattler (1844).

Los macabeos (en hebreo: מכבים‎ o מקבים, Makabim) son Matatías Macabeo y su cinco hijos, quienes constituyeron un movimiento judío que lanzó una revuelta y consiguió la independencia de Antíoco IV Epífanes, rey de la helénica dinastía seléucida, sucedido por su hijo Antíoco V Eupátor. Los macabeos fundaron la dinastía real asmonea, proclamando la independencia judía en la Tierra de Israel durante un siglo, desde el 164 al 63 a. C. 
Aún son recordados nacionalmente por el pueblo hebreo en la festividad de Janucá. Más aún, son considerados héroes nacionales del pueblo de Israel y la rebelión es conmemorada religiosamente de forma anual. En la tradición cristiana, tanto en el rito romano como en el rito bizantino los hermanos Macabeos están considerados como santos mártires y su fiesta es el 1 de agosto.

## El levantamiento

Árbol genealógico de los descendientes de Matatías

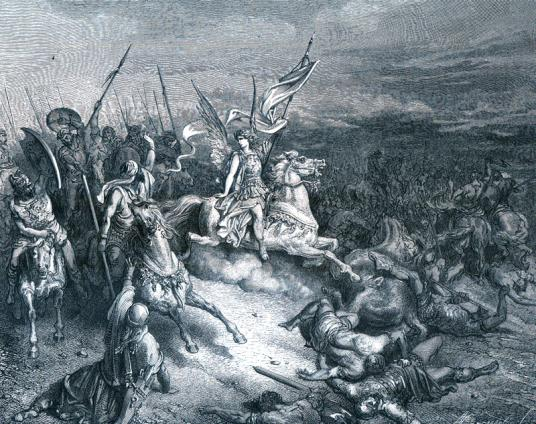
Victoria de Judas Macabeo.

En 167 a. C., después de que Antíoco emitiera en Judea los decretos que prohibían la práctica de rituales religiosos, un sacerdote rural de Modín, Matatías el Asmoneo, encendió la chispa de la revuelta contra el Imperio seléucida. Rechazaba rendir culto a los dioses griegos.
Matatías mató a un judío helénico que se adelantó para ofrecer un sacrificio a un ídolo griego en el pueblo de Matatías. Él y sus cinco hijos huyeron a las montañas de Judea. Tras su muerte, un año más tarde, su hijo Judas Macabeo lideró un ejército de judíos disidentes a la victoria contra los seléucidas. El término macabeos para designar al ejército de Judea proviene del apellido de Judas, cuyo significado es 'martillo'.
El levantamiento fue jalonado por una serie de varias batallas; mediante ellas las fuerzas macabeas ganaron reputación en el ejército sirio debido a sus tácticas de guerrilla. Tras la victoria, los macabeos entraron triunfantes en Jerusalén, realizaron una limpieza ritual del Templo, restableciendo los servicios tradicionales judíos e instaurando a Jonatán Macabeo como sumo sacerdote, cargo que se suponía debía pasar a Onías IV.

### Campaña guerrillera (167-164 a.C.)
Después de la muerte de Matatías, aproximadamente un año después, en 166 a. C., su hijo Judas Macabeo lideró un grupo de disidentes judíos que eventualmente absorbería a otros grupos opuestos al gobierno seléucida. El libro I de los Macabeos menciona a los asmoneos, de quienes podrían salir los fariseos. Si bien al principio no pudieron atacar directamente el poder seléucida, las fuerzas de Judas pudieron saquear el campo y atacar a los judíos helenizados, que eran muchos. Los macabeos destruyeron altares griegos en las aldeas, circuncidaron a la fuerza a niños, quemaron aldeas y expulsaron a los judíos helenizados de sus tierras. El apodo de Judas, "Macabeo", que ahora se usa para describir a los partisanos judíos en su conjunto, probablemente se haya tomado de la palabra "martillo" (arameo: maqqaba). ; hebreo: makebet); el término "Macabeo" o "Macabeo" también se usaría más tarde como honorífico para los hermanos de Judas.

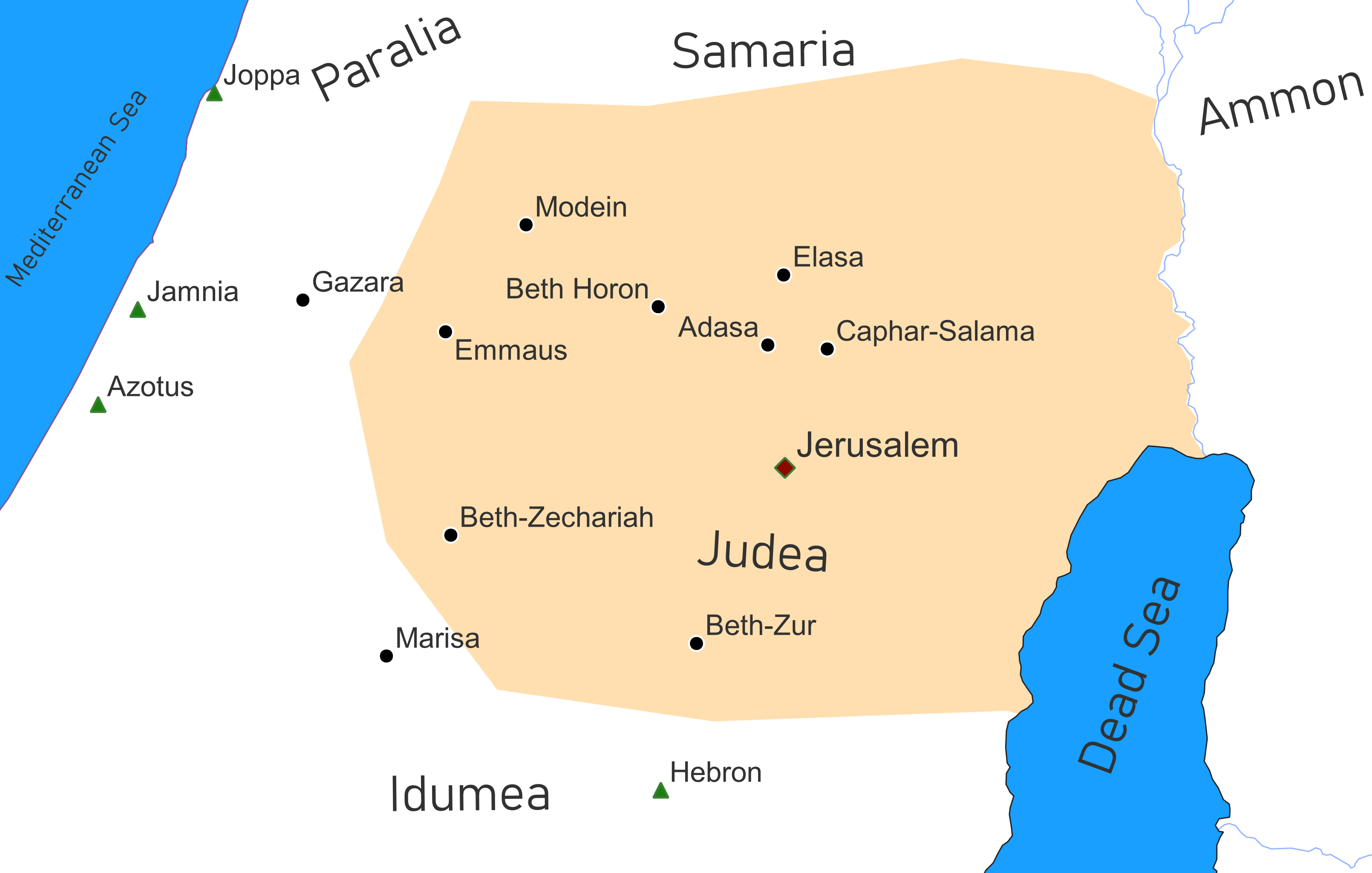
Batallas durante la en: Revuelta Macabea. Los círculos negros son lugares de batallas con fuerzas seléucidas (así como el incidente inicial en Modein, que fue menos una batalla y más un motín), el diamante marrón es Jerusalén y el en:Acra, los triángulos verdes son lugares de batallas contra zonas periféricas no -Ciudades de Judea con las que se enfrentaron los Macabeos (especialmente durante las campañas en:Macabeos del 163 a. C.). El área rugosa de influencia macabea es de color tostado.

La campaña de Judas en el campo se convirtió en una revuelta a gran escala. Las fuerzas macabeas emplearon tácticas de guerrilla (guerra de guerrillas) enfatizando la velocidad y la movilidad. Aunque estaban menos entrenados y mal equipados para batallas campales, los macabeos podían controlar qué batallas libraban y retirarse al desierto cuando se sentían amenazados. Derrotaron a dos fuerzas seléucidas menores en la Batalla de Uadi Haramia en 167 a. C. y la Batalla de Beth Horón (166 a. C.) en 166 a. C.. Hacia el final del verano de 165 a. C., Antíoco IV partió hacia Armenia, que se había sublevado, y dejó a Lisias a cargo de la mitad occidental como regente. Poco después, los Macabeos obtuvieron una victoria más sustancial en la Batalla de Emaús. Las facciones intentaron negociar un compromiso, pero fracasaron; Se envió un gran ejército seléucida para sofocar la revuelta. Después de la Batalla de Bet Zur en 164 a. C., así como de la noticia de la muerte de Antíoco IV en Persia, las tropas seléucidas regresaron a Siria. Los Macabeos entraron triunfantes en Jerusalén. Limpiaron ritualmente el Segundo Templo, restableciendo el culto judío tradicional allí; 25 Kislev, la fecha de la purificación en el calendario hebreo, se convertiría más tarde en la fecha en que comienza la fiesta de Hanukkah. El regente Lisias, preocupado por los asuntos internos seléucidas, aceptó un compromiso político que revocó la prohibición de Antíoco IV sobre las prácticas judías. Esta resultó ser una decisión sabia: muchos judíos helenizados habían apoyado cautelosamente la revuelta debido a la supresión de su religión. Con la retirada de la prohibición, sus objetivos religiosos se lograron y los judíos helenizados pudieron ser más fácilmente potenciales leales a los seléucidas nuevamente. Sin embargo, los macabeos no consideraron completos sus objetivos y continuaron su campaña para lograr una ruptura más marcada con la influencia griega y una independencia política total. Como resultado, los rebeldes sufrieron una pérdida de apoyo por parte de los moderados.
Tras el reacondicionamiento del Templo, los partidarios de los macabeos quedaron divididos por la decisión de seguir o no luchando. Cuando la revuelta comenzó bajo el liderazgo de Matatías, era vista como una guerra por la libertad religiosa para acabar con la opresión seléucida. Sin embargo, cuando los macabeos comprobaron su éxito, muchos quisieron seguir luchando para conseguir la independencia política.

### Lucha continua (163-160 a.C.)
Con los rebeldes ahora controlando la mayor parte de Jerusalén y sus alrededores, comenzó una segunda fase de la revuelta. La rebelión tenía recursos adicionales, pero también responsabilidades adicionales. En lugar de poder retirarse a las montañas, los rebeldes ahora tenían territorio que defender. El abandono de las ciudades dejaría a sus leales expuestos a represalias si se permitiera que las fuerzas proseléucidas tomaran el control nuevamente. Como tal, se centraron en poder ganar batallas abiertas, con infantería pesada entrenada adicional. Una lucha civil de violencia de bajo nivel, represalias y asesinatos surgió en el campo, especialmente en áreas más distantes donde los judíos eran minoría. Judas lanzó expediciones a estas regiones periféricas de Judea para luchar contra los idumeos, amonitas y galileos no judíos. Reclutó judíos devotos y los envió a Judea para concentrar a sus aliados donde pudieran estar protegidos, aunque esta afluencia de refugiados pronto crearía problemas de escasez de alimentos en la tierra que controlaban los Macabeos.
En 162 a. C., Judas inició un largo asedio de la ciudadela fortificada de Acra en Jerusalén, todavía controlada por judíos leales a los seléucidas y una guarnición griega. El regente Lisias, después de haber tratado con rivales en Antioquía, regresó a Judea con un ejército para ayudar a las fuerzas seléucidas. Los seléucidas sitiaron Bet-Zur y la tomaron sin luchar, ya que era un año de barbecho y los suministros de alimentos eran escasos. Lucharon contra las fuerzas de Judas en una lucha abierta en el Batalla de Bet Zacarías a continuación, con los seléucidas derrotando a los macabeos. El hermano menor de Judas Eleazar Avaran murió en batalla después de atacar valientemente a un elefante de guerra y ser aplastado. A continuación, el ejército de Lisias sitió Jerusalén. Con escasez de alimentos en ambos lados e informes de un rival político que regresaba de las provincias orientales a Antioquía, Lisias decidió firmar un acuerdo con los rebeldes y confirmar la derogación de los decretos antijudíos; los rebeldes, a cambio, abandonaron el asedio de la Acra seléucida. Lisias y su ejército regresaron entonces a Antioquía, con la provincia oficialmente en paz, pero ni los judíos helenizados ni los macabeos depusieron las armas.
En algún momento entre 163 y 162 a. C., Lisias ordenó la ejecución del despreciado sumo sacerdote Menelao como otro gesto de reconciliación con los judíos. Poco después, tanto el regente Lisias como el rey de 11 años Antíoco V fueron ejecutados después de perder una lucha de sucesión con Demetrio I Sóter, quien se convirtió en el nuevo rey seléucida. En el invierno de finales de 162 a. C. a principios de 161 a. C., Demetrio I nombró un nuevo sumo sacerdote, Alcimo, para reemplazar a Menelao y envió un ejército liderado por el general Báquides (general) para hacer cumplir la posición de Alcimo. Judas no presentó batalla, tal vez porque todavía no se había repuesto de su derrota en Bet Zacarías. Alcimo fue aceptado en Jerusalén y demostró ser más eficaz que Menelao para unir a los helenistas moderados a la facción proseléucida. Aun así, continuaron las tensiones violentas entre los macabeos y los judíos helenizados. Báquides regresó a Siria y un nuevo general, Nicanor, fue nombrado gobernador militar de Judea. Se hizo una breve tregua entre Nicanor y los Macabeos, pero pronto se rompió. Nicanor se ganó el odio de los macabeos después de que surgieran informes de que había blasfemado en el templo y amenazado con quemarlo. Nicanor llevó sus fuerzas al campo y luchó contra los macabeos primero en Caphar-salama y luego en la Batalla de Adasa a finales del invierno de 161 a. C. Nicanor murió al principio de la lucha y el resto de su ejército huyó después.

### Batalla de Elasa (160 a.C.)
En 160 a. C., el rey seléucida Demetrio I emprendió una campaña en el este para luchar contra el rebelde Timarco.Dejó a su general Báquides para gobernar la parte occidental del imperio. Báquides dirigió un ejército de 20.000 infantes y 2.000 jinetes a Judea en una segunda expedición con la intención de reconquistar la inquieta provincia antes de que se acostumbrara demasiado a la autonomía.  Se discute el tamaño del ejército rebelde que enfrentan; 1 Macabeos afirma de manera inverosímil que el ejército de Judas en Elasa era pequeño, con 3.000 hombres de los cuales sólo 800-1.000 lucharían.  Los historiadores sospechan que las cifras reales eran mayores y posiblemente hasta 22.000 soldados, y el autor restó importancia a su fuerza en un intento de explicar la derrota.
El ejército seléucida marchó por Judea después de llevar a cabo una masacre en Galilea.  Esta táctica obligaría a Judas a responder en una batalla abierta, para que su reputación no se viera dañada por la inacción y la facción de Alcimo ganara fuerza al afirmar que estaba en mejor posición para proteger al pueblo de futuras matanzas.  Báquides avanzó hacia Jerusalén, mientras Judas acampaba en el accidentado terreno de Elasa para interceptar al ejército seléucida.  Judas optó por atacar el flanco derecho del ejército seléucida con la esperanza de matar al comandante, similar a la victoria sobre Nicanor en Adasa.  Los jinetes de élite de la derecha se retiraron y los rebeldes los persiguieron.  Sin embargo, esto pudo haber sido una táctica de Báquides para fingir debilidad y atraer a los macabeos a un lugar donde pudieran ser rodeados y derrotados, cortando su propia retirada.  Independientemente de si fue intencional o no, los seléucidas recuperaron su formación y atraparon al ejército rebelde con su propio flanco izquierdo.  Judas finalmente fue asesinado y los judíos restantes huyeron.
Los seléucidas habían reafirmado su autoridad en Jerusalén.  Báquides fortificó ciudades en todo el país, puso al mando en Jerusalén a judíos aliados amigos de Grecia y se aseguró de que los niños de familias importantes fueran retenidos como rehenes como garantía de buen comportamiento.  El hermano menor de Judas Jonatán Macabeo (hebreo: Yonatan) se convirtió en el nuevo líder de los Macabeos.  Una nueva tragedia golpeó a la familia asmonea cuando el hermano de Jonathan John Gaddi fue apresado y asesinado mientras estaba en una misión en Nabatea.  Jonatán luchó contra Báquides y sus tropas durante un tiempo, pero finalmente los dos llegaron a un pacto para un alto el fuego.  Báquides luego regresó a Siria en 160 a. C.

### Guerras Dinásticas Seleúcidas y liberación judía
Judas había estado negociando con la República Romana y obtuvo un vago acuerdo de apoyo potencial. Si bien esto sería motivo de precaución para el Imperio Seléucida a largo plazo, no era una preocupación particular a corto plazo, ya que sería poco probable que los romanos intervinieran si los disturbios de Judea pudieran ser aplastados de manera decisiva.Este conflicto originó la escisión entre fariseos y saduceos bajo el reinado de monarcas asmoneos posteriores, como Alejandro Janneo.
Los partidarios de seguir combatiendo por la independencia fueron liderados por Judas Macabeo. Tras su muerte en batalla el 160 a. C., le sucedió como comandante del ejército su hermano menor, Jonatán, que ya era sumo sacerdote. Jonatán firmó tratados con reinos extranjeros, provocando mayores distensiones entre aquellos que deseaban libertad religiosa frente a poder político. A la muerte de Jonatán el 142 a. C., Simón Macabeo, el último hijo de Matatías, ascendió al poder. Ese mismo año, Demetrio II, rey de Siria, garantizó a los judíos la independencia política completa, y Simón, sumo sacerdote y comandante de los ejércitos judíos, fundó la dinastía Asmonea. La autonomía judía se mantuvo hasta el 63 a. C., cuando el general romano Pompeyo capturó Jerusalén y sometió todo el reino al dominio de Roma. La dinastía Asmonea se mantuvo hasta el 37 a. C., cuando el idumeo Herodes el Grande se convirtió de facto en rey de Jerusalén.
Cada año los judíos celebran la Janucá (Fiesta de las Luminarias) en conmemoración de la victoria de Judas Macabeo sobre los seléucidas y por los milagros consiguientes.

## Mención en los deuterocanónicos
La historia de los Macabeos se encuentra recogida en los libros deuterocanónicos Macabeos I y Macabeos II. Los libros III Macabeos y IV Macabeos no están directamente relacionados con la gesta de esta familia.

## Antroponimia
El término «Macabeo» es utilizado en ocasiones para designar a la Dinastía asmonea, aunque técnicamente los auténticos Macabeos fueron Judas y sus seis hermanos. Originalmente «macabeo» era un apodo personal a Judas, y las posteriores generaciones no fueron descendientes suyas. Aunque no existe una explicación definitiva del significado del término, una opción es que derive del arameo maqqaba, 'el martillo', en reconocimiento de su ferocidad en combate. 
La explicación judía tradicional es que macabeo (hebreo: מכבים Machabi) es un acrónimo del versículo de la Torá, grito de batalla de los Macabeos, "Mi kamoja ba'elim Ad-nay" ¿Quién como tú?, Mi Señor.

"¿Quién como tú, mi Señor, entre los dioses? "¿Quién como tú, glorioso en santidad, terrible en prodigios, autor de maravillas?"
Shemot 15:11

## Cultura popular
El término "Macabeo" suele ser usado en la jerga popular de Chile. Su significado hace referencia a un hombre que vive sujeto a las decisiones, acciones y/o mandatos de su pareja, incapaz de hacer algo por sí solo o sin autorización de esta. 
El origen de este chilenismo no tiene ninguna relación con la histórica familia judía sino que se debe a un cómic local publicado entre 1940 y 1977 por el dibujante Leoncio Rojas Cruzat (Leo) en el que el personaje principal, Macabeo, era dominado por su mujer. La elección de este nombre fue simplemente para que rimara con el seudónimo del dibujante al presentar la tira con el título "Macabeo por Leo".